# Lost in the Sun
Lost in the Sun (Brasil: Caminhos Perdidos ) é um filme de drama escrito e dirigido por Trey Nelson. Foi lançado nos Estados Unidos em 2015.

## Sinopse
Louis, um adolescente recém-órfão, torna-se cúmplice improvável de John. À medida que progridem na estrada aberta, John arrasta Louis em uma onda de crimes; cometem uma série de assaltos à mão armada, em última análise, isto com que o par tenha um vínculo inesperado e poderoso.

## Elenco
- Josh Duhamel ... John
- Josh Wiggins ... Louis
- Lynn Collins ... Mary
- Emma Fuhrmann ... Rose
- Larry Jack Dotson ... Walker
- Mylinda Royer ... Mães de Louis
- Michael Anthony Jackson ... Freddy
- Luis Olmeda ... Gilbert
- Brian Elder ... Store Clerk
- David Lambert ... Store Owner
- Robert Johnson ... Guarda do banco

## Recepção
No agregador de críticas Rotten Tomatoes, o filme tem uma taxa de aprovação de 20% com base em 10 opiniões. No Metacritic o filme alcançou uma pontução de 34/100, indicando revisões geralmente desfavoráveis.
Do The Playlist, Oktay Ege Kozak disse que "Lost in the Sun recebe a  maioria dos elementos certos, a fim de montar um daqueles dramas do crime do sul, corajoso e melancólico, exceto quando se trata de produzir um roteiro original e direção que se eleva acima da mediocridade."
Em sua crítica para o New York Times, Neil Genzlinger disse que "o filme de Trey Nelson não pode deixar de evocar um sentimento de déjà vu. Mas as fortes performances de Josh Duhamel e o jovem Josh Wiggins (Max), além de recursos visuais assombrosos do ambiente estéril Texas, fornecer alguma compensação para os artifícios narrativos de Lost in the Sun." Em sua revisão para o Village Voice, Nick Schager disse que "enquanto suas imagens foram compostas com cuidado, o roteiro de Nelson é uma invenção muito menos impressionante."